# Amur und Timur

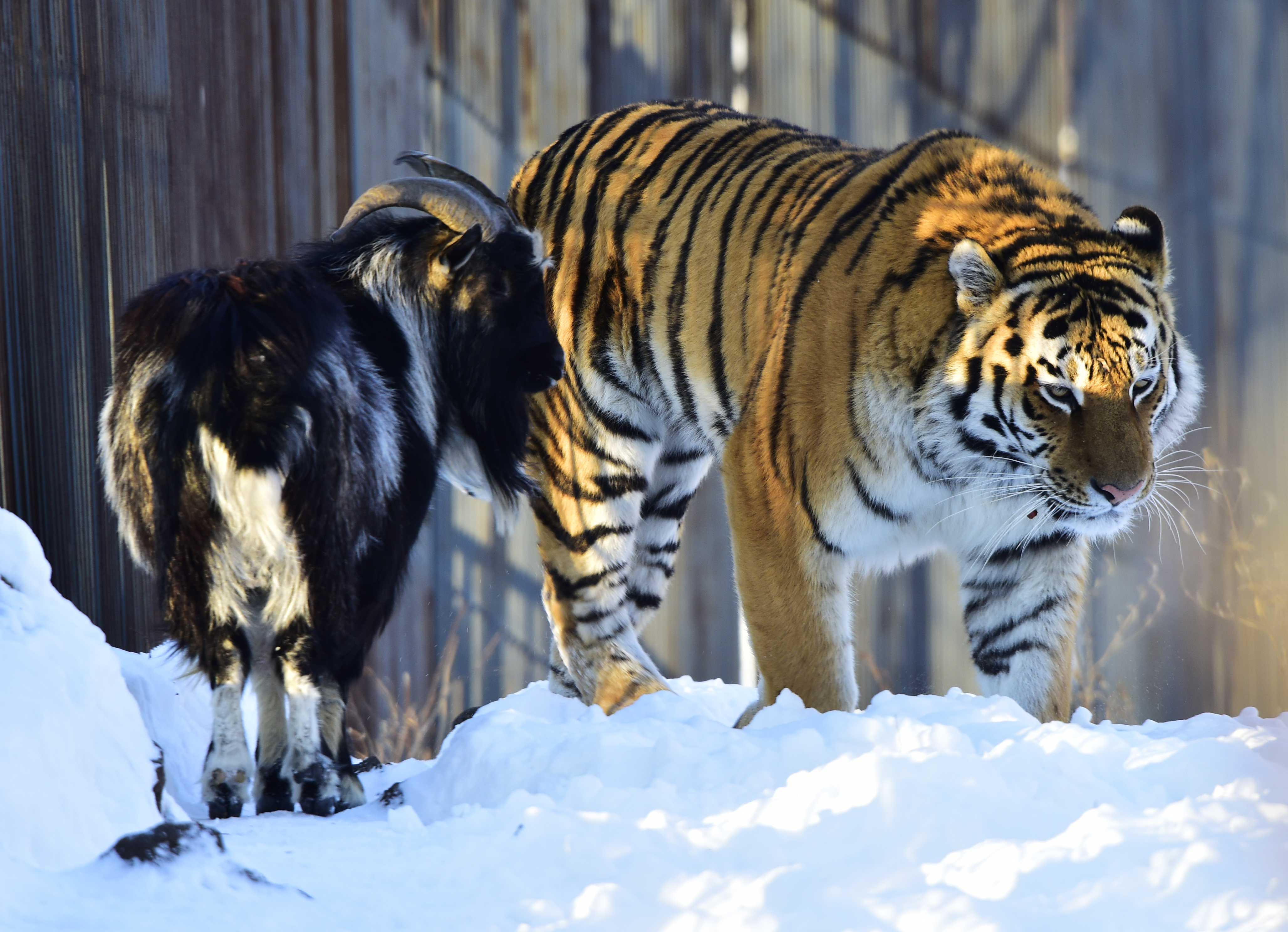
Amur (rechts) und Timur (links)

Amur und Timur (russisch Амур и Тимур) sind ein Tiger und ein Ziegenbock, die durch ihr Zusammenleben in einem Gehege in einem Zoo in der Nähe von Wladiwostok bekannt wurden. 

## Geschichte
Ende 2015 sollte der Ziegenbock Timur dem sibirischen Tiger Amur zum Fraß vorgeworfen werden. Anstatt gefressen zu werden, baute Timur mit seinem selbstbewussten Verhalten eine Beziehung zu Amur auf. Beide fraßen, schliefen und spielten in der folgenden Zeit miteinander. Durch dieses ungewöhnliche Verhalten stießen sie vor allem in Russland auf großes mediales Interesse. 2016 griff der Tiger schließlich – nach vorherigen Angriffen Timurs – den Ziegenbock an, dieser stürzte von einer Klippe und wurde schwer verletzt. Timur wurde daraufhin erstversorgt und mit einem Flugzeug nach Moskau geflogen und dort behandelt. Nach seiner feierlichen Rückkehr in den Zoo, nach zwei Monaten, kam Timur in ein extra Gehege mit seiner neuen Ziegenpartnerin namens Frau Merkel. Amur bekam eine Tiger-Partnerin namens Ussuri. Timur starb am 5. November 2019 im Alter von 5 Jahren. Seine Asche soll im Tierpark begraben und eine Bronzestatue für ihn aufgestellt werden.